# Dlhá
Dlhá este o comună slovacă, aflată în districtul Trnava din regiunea Trnava. Localitatea se află la altitudinea de 185 m deasupra n.m., se întinde pe o suprafață de 11,8 km2 și în 2017 număra 435 de locuitori.

## Istoric
Localitatea Dlhá este atestată documentar din 1296.

## Demografie
| An:                | 1994 | 2004   | 2014    | 2024   |
| ------------------ | ---- | ------ | ------- | ------ |
| Număr de persoane: | 397  | 368    | 444     | 420    |
| Diferență:         |      | −7,30% | +20,65% | −5,40% |

| An:                | 2023 | 2024   |
| ------------------ | ---- | ------ |
| Număr de persoane: | 428  | 420    |
| Diferență:         |      | −1,86% |